# Таємне вторгнення (комікс)
«Secret Invasion» (укр. «Таємне вторгнення») — це сюжетна серія кросовер-подія у коміксах Marvel, яка проходила через однойменну обмежену серію з восьми випусків, а також декілька тай-інів, опублікованих Marvel Comics з квітня по грудень 2008 року.
Сюжет включає у себе підривне, довгострокове вторгнення Скрулів на Землю, групи інопланетних перевертнів, які таємно замінили та самозванно прикинулись багатьма супергероями Всесвіту Marvel протягом багатьох років, до відкритого вторгнення. Рекламний слоган Marvel до події був "Кому ви довіряєте?".

## Відгуки та критика
Випуск #1 був дуже добре прийнятий, незважаючи на його різке введення у події, у коміксі були хороші мотиви та "гладкий" художній стиль, хоча деякі значні мінуси також полягає у діалогах від Бендіса. За оцінками продажів, було продано близько 250 200 примірників, що більш ніж удвічі більше, ніж у другого за величиною продавця. «The Secret Invasion: The Infiltration» (укр. «Таємне Вторгнення: Інфільтрація») зібрала обсяг, який також очолив діаграму торгівлі у м'якій обкладинці, з оціночними продажами 7247.